# Comitato Organizzatore dei XX Giochi olimpici invernali
Il Comitato Organizzatore dei XX Giochi olimpici invernali, noto in lingua inglese come "Torino Organising Committee" da cui l'acronimo "TOROC", è stato l'ente costituito dal Comitato olimpico nazionale italiano e dal Comune di Torino con il compito di organizzare le Olimpiadi invernali di Torino del 2006, in base al "Contratto della Città ospitante" sottoscritto il 19 giugno 1999 a Seul, con cui il Comitato Olimpico Internazionale assegnava al CONI al Comune di Torino la responsabilità dell'organizzazione dei Giochi olimpici e paralimpici.
L'ente, creato il 27 dicembre 1999 e sciolto il 31 marzo 2007, ebbe sede in corso Novara 96 a Torino.

## Storia
In base al "Contratto della Città ospitante", sottoscritto il 19 giugno 1999 a Seul, il CIO assegnò al Comitato olimpico nazionale italiano e al Comune di Torino la responsabilità dell'organizzazione dei Giochi olimpici e paralimpici. Fu istituita, pertanto, il 27 dicembre 1999 una fondazione di diritto privato (cioè non soggetta alla regolamentazione ed ai controlli su appalti e lavori pubblici) senza fini di lucro denominata "Torino Organising Committee" (in italiano Comitato Organizzatore di Torino), il cui acronimo era TOROC, e gli venne assegnato il mandato di realizzare i Giochi, tramite regolamento che ne fissava i compiti con dei comitati operativi alle sue dipendenze.
Il Consiglio di Amministrazione di TOROC si insediò ufficialmente il 5 febbraio 2000, ed era composto da ventisei membri che rappresentavano il mondo dello sport (i membri italiani del CIO, le federazioni nazionali, due campioni olimpici e il Comitato Italiano Paralimpico), le istituzioni locali (i comuni sedi di gara quindi Torino, Bardonecchia, Cesana Torinese, Pinerolo, Pragelato, Sauze d'Oulx, Sestriere, la Provincia di Torino e la Regione Piemonte), le Comunità Montane e il mondo delle imprese. La presidenza del TOROC fu affidata al sindaco di Torino Valentino Castellani, con Cesare Vaciago amministratore delegato, Evelina Christillin vicepresidente vicario e Gianni Petrucci, Pierpaolo Mazza, Bruno Rambaudi e Luciano Barra vicepresidenti. Le personalità sopra citate, assieme a Raffaele Pagnozzi e Franco Capra, costituirono l'Ufficio di Presidenza e Direzione Generale del TOROC. In seguito alla modifica statutaria deliberata dal Consiglio di Amministrazione del 24 novembre 2004, entrarono a far parte del TOROC anche il nuovo sindaco di Torino Sergio Chiamparino, e l'onorevole Mario Pescante quale supervisore per il Governo della Repubblica Italiana sull'organizzazione dei Giochi.
Tramite la Legge 285 del 2000 fu creata anche l'"Agenzia per lo svolgimento dei Giochi olimpici" (abbreviata in "Agenzia Torino 2006"), per la realizzazione delle opere necessarie allo svolgimento dei Giochi: il TOROC predisponeva il piano degli interventi (localizzazione, priorità, costi, caratteristiche tecniche e funzionali) che, approvati dal Governo italiano, venivano realizzati dall'Agenzia Torino 2006. L'Agenzia fu guidata da un direttore generale, Domenico Arcidiacono, da due vice direttori e da un Comitato Direttivo, tutti nominati dal Presidente del Consiglio dei ministri.
Il 12 febbraio 2001 venne costituito all'interno del TOROC un Comitato Operativo per i IX Giochi paralimpici invernali di Torino 2006, che diverrà il 28 luglio 2005 un ente autonomo organizzatore di quei Giochi, con il nome di "Comitato per i Giochi Paralimpici Torino 2006" (da cui l'acronimo "COM.PAR.TO.").
Venne creato infine un Comitato di Regia, costituito nel settembre 2002 presso la Regione Piemonte, composto dal presidente della regione stessa, dal Sindaco di Torino, dal Presidente della Provincia di Torino, dal Presidente del CONI e da tre rappresentanti dei Governo (Presidenza del Consiglio dei Ministri, Ministero delle Infrastrutture, Ministero dell'Economia). Il Comitato fu presieduto dal governatore piemontese Enzo Ghigo e, successivamente al 4 aprile 2005, dalla nuova governatrice Mercedes Bresso. Il Comitato di Regia indirizzò e coordinò le determinazioni per l'attuazione del piano degli interventi, fatte salve le competenze proprie degli altri enti sopra citati.
Il TOROC venne riconosciuto e regolato dallo Stato italiano tramite la legge n. 48 del 26 marzo 2003.
Il Comitato Organizzatore si sciolse a Giochi conclusi, il 31 marzo 2007, e venne sostituito nella gestione degli impianti dalla "Fondazione XX Marzo 2006-Torino Olympic Park".

## Sede
La sede degli uffici del Comitato Organizzatore fu presso un edificio sito in corso Novara 96, angolo via Bologna, a Torino, di proprietà della fondazione italiana ENASARCO, nel quale l'ente TOROC fu affittuario fino alla data del suo scioglimento, avvenuto nel 2007. Durante il periodo di attività del C.O. l'edificio prese il nome di "Palazzo TOROC", appellativo che rimarrà nell'uso comune cittadino anche dopo lo scioglimento dell'ente nel 2007.

## Composizione

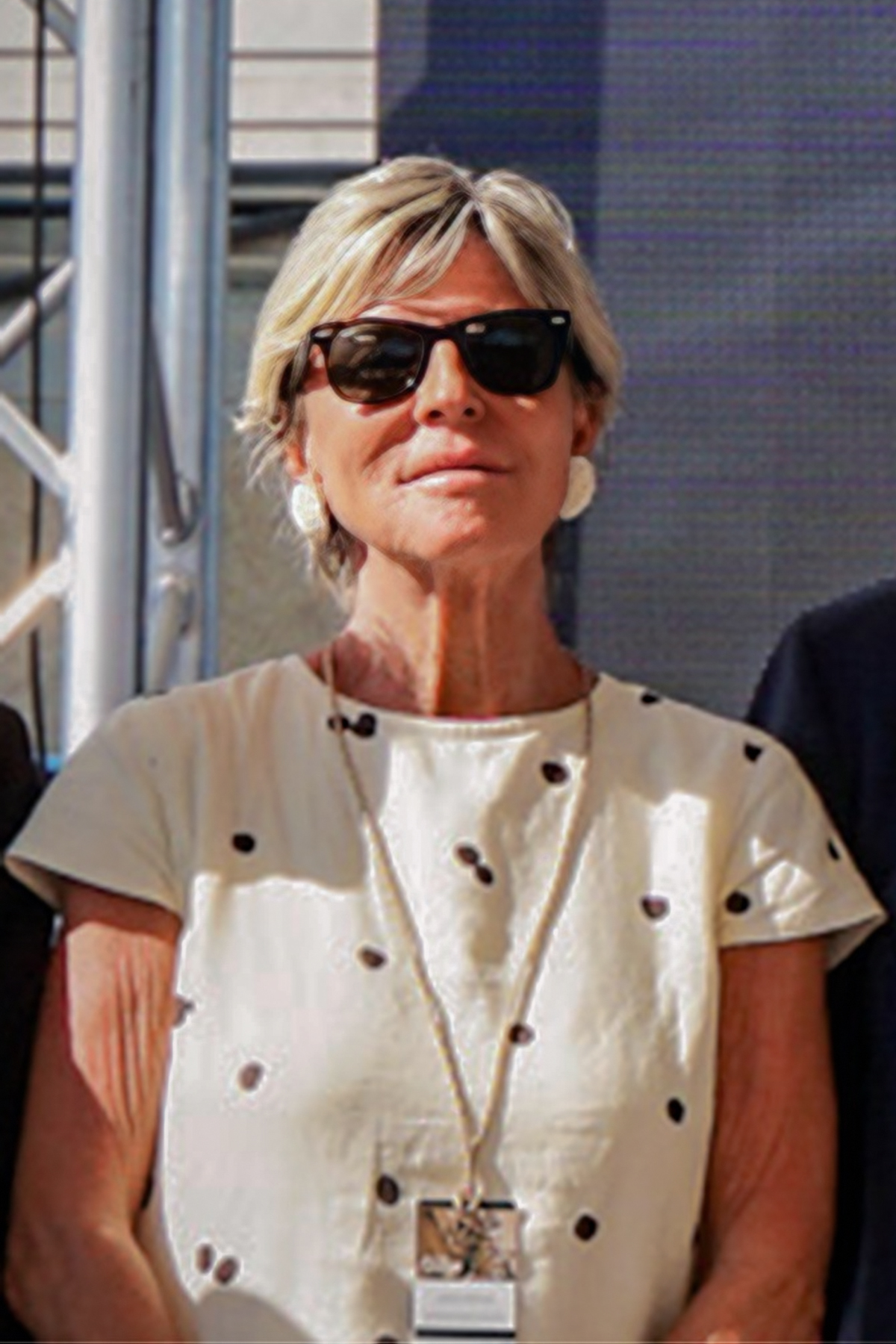
Evelina Christillin, vicepresidente vicario del TOROC

Il Comitato Organizzatore era così composto:
Presidente
- Valentino Castellani (sindaco di Torino, fino al 31 maggio 2001)

Ufficio di presidenza
- Evelina Christillin (vicepresidente vicario)
- Gianni Petrucci (vicepresidente, presidente del CONI)
- Pierpaolo Maza (vicepresidente)
- Sergio Chiamparino (vicepresidente, sindaco di Torino dal 31 maggio 2001)
- Mario Pescante (supervisore del Governo Italiano)
- Bruno Rambaudi (vicedirettore generale)
- Franco Capra (rappresentante dei novi comuni sedi di gara e delle tre comunità montane)
- Raffaele Pagnozzi (rappresentante del CONI)

Direzione generale
- Paolo Rota (direttore generale, fino a marzo 2005)
- Cesare Vaciago (direttore generale, da marzo 2005)
- Luciano Barra (vicedirettore generale)

Consiglieri d'amministrazione
- Franco Avato
- Alberto Barbera

- Alessandro Barberis
- Stefania Belmondo
- Sergio Bisacca
- Giancarlo Bolognini
- Giuseppe Bracco
- Mercedes Bresso
- Patrizia Bugnano
- Paolo Cantarella
- Franco Carraro
- Ottavio Cinquanta
- Gaetano Coppi
- Manuela Di Centa
- Giuliana Manica
- Luca Pancalli
- Antonio Saitta
- Giancarlo Susta
- Elda Tessore
- Alberto Tomba